# Gai Pedó Albinovà
Gai Pedó Albinovà (en llatí Caius Pedo Albinovanus) va ser un escriptor, amic i contemporani d'Ovidi, a qui aquest dirigeix una de les seves Epistulae ex Ponto. Quintilià el classifica entre els poetes èpics.
Ovidi diu que va escriure un poema sobre Teseu, i l'anomena "sidereus Pedo" (brillant, resplendent), a causa del seu estil sublim. Suposadament va escriure un poema èpic sobre l'exploració que va dur a terme Germànic, el fill de Drus, quan era a Germània, del qual se'n conserven 23 línies a l'obra Suasoriarum Liber de Marc Anneu Sèneca. Aquest fragment s'acostuma a anomenar "De Navigatione Germanici per Oceanum Septentrionalem" i descriu el viatge de Germànic a través del riu Amisia (avui Ems) fins a la mar del nord.
Segons Marcial, Albinovà també va escriure epigrames. Luci Anneu Sèneca el va conèixer, i l'anomena fabulator elegantissimus. Tres elegies llatines li són atribuïdes: Ad Liviam Aug. de Morte Drusi, In Obitum Maecenatis i De Verbis Maecenatis moribundi.